# 吉岡麻耶
吉岡 麻耶（よしおか まや、2月16日 - ）は、日本の女性声優。東京都出身。EARLY WING所属。日本大学文理学部卒。

## 経歴
ブリングアップ、ぐるーぷ・インパクト / 劇団アルターエゴに所属していた。その後、EARLY WINGグループ、Ability Soul Pro準所属を経て、2014年8月現在は同事務所に正式所属。
2014年11月19日より声優ユニット『Twinkle☆Girls』のメンバーとなるが、2017年5月をもって同ユニットを卒業。
2017年6月28日、シングル『のあ』でソロ歌手デビュー。
2019年9月16日、温泉むすめで南紀勝浦樹紀の声優を務めていることから、南紀勝浦温泉の温泉大使に就任した。
2023年7月2日、所属事務所の公式サイトにて結婚ならびに出産を報告。

## 人物
映画の吹き替えでの演技に惹かれたことがきっかけで、声優を目指すようになる。
愛称は、かつて同事務所に所属していた喜多村英梨（現・フリーランス）が命名したまぁにゃ。
趣味に猫鑑賞を挙げるほど猫好きで、「のあ」という名前の黒猫を飼っている。
江戸文化歴史検定3級を取得している。
ファンの総称は、吉岡麻耶自身が命名したまにゃ藩。またそこに属するファンの呼称は藩士などである。
切手マニアである。

## 出演
太字はメインキャラクター。

### テレビアニメ
2007年
- Myself ; Yourself（女生徒、悪ガキ）
- 遊☆戯☆王デュエルモンスターズGX（ジーナ）

2008年
- 遊☆戯☆王5D's（クレア、カオル）

2009年
- クッキンアイドル アイ!マイ!まいん!（子供、エレナ、お茶娘、女の子）
- U.H.O.フューチャーレスキュー2061（クーニャ・トリスタン）

2012年
- ガールズ&パンツァー（近藤妙子、アンチョビ、黒森峰女学園のパンター車長）

2013年
- 世界でいちばん強くなりたい!（レポーター）
- DIABOLIK LOVERS（生徒達）

2014年
- 月刊少女野崎くん（客）
- 普通の女子校生が【ろこどる】やってみた。（三ヶ月ゆい）

2015年
- うーさーのその日暮らし 夢幻編（三ヶ月ゆい）

2016年
- 魔法つかいプリキュア!（2016年 - 2025年、ケイ） - 2シリーズ

2017年
- つうかあ（天野ありす）

2018年
- メルヘン・メドヘン（2018年 - 2019年、李雪梅）

### 劇場アニメ
- ガールズ&パンツァー 劇場版（2015年、近藤妙子、アンチョビ）
- 映画 魔法つかいプリキュア! 奇跡の変身!キュアモフルン!（2016年、ケイ[21]）

### OVA
- ガールズ&パンツァー 「これが本当のアンツィオ戦です!」（2014年、アンチョビ、近藤妙子[22]）
- 普通の女子校生が【ろこどる】やってみた。（2016年、三ヶ月ゆい）
- ガールズ&パンツァー 最終章（2017年 - 2023年、近藤妙子、アンチョビ、河嶋家 四女[23]）
- OVA アズールレーン Queen's Orders（2023年、パーミャチ・メルクーリア）

### ゲーム
2008年
- チーズスイートホーム チーがおうちにやってきた!

2009年
- 断罪のマリア（カタリナ）
- 遊☆戯☆王ファイブディーズ タッグフォース4（一般キャラクター）

2010年
- 絶対迷宮グリム 〜七つの鍵と楽園の乙女〜（魔女、白雪姫）
- 遊☆戯☆王ファイブディーズ タッグフォース5（一般キャラクター）

2011年
- 絶対迷宮グリム 〜七つの鍵と楽園の乙女〜 ディレクターズカット版（魔女、白雪姫）
- 遊☆戯☆王ファイブディーズ タッグフォース6（一般キャラクター）

2014年
- ガールズ&パンツァー 戦車道、極めます!（近藤妙子、アンチョビ）
- 幼獣姫（シルフ）

2015年
- アイパラ! IDOL PARADISE（ミント・ローレル）
- 絶対迎撃ウォーズ（ティコ）
- 絶対迷宮 秘密のおやゆび姫（おやゆび姫〈シャルロッテ〉）
- 東京ハーレム（綾瀬ひかり）
- ファントム オブ キル（グリモワール）
- 魔壊神トリリオン（ケルベロス）
- リベリオン ブレイド（ユルル）
- レーシング娘。（安里ジョアン）

2016年
- 英国探偵ミステリア The Crown（セーラ・マープル）
- 神獄塔 メアリスケルター（大陽女/ミチル）
- クイズRPG 魔法使いと黒猫のウィズ（ガトリン・G・U、メカガトリン、ホロビイ、イーラモン、サイバーガトリン）
- 白猫プロジェクト（メグ）
- 征戦!エクスカリバー（GOD霊獣アルテミス）
- 戦国姫譚MURAMASA-雅-（お犬の方、佐々木小次郎、島津家久）
- 街コロマッチ!（コロまろ、アザミ）
- 輝星のリベリオン（サティス、シュベルトラウテ、ドラウパディー、ラプンツェル）
- レーシング娘。（来栖ヴァンダ、古布キャロル）

2017年
- ぐるぐる召喚マジカルギア（灼薔薇杯クィーン）
- ルナプリ from 天使帝國
- ロボットガールズZ ONLINE（ちーちゃん[大地魔竜]）
- アズールレーン（パーミャチ・メルクーリヤ）

2018年
- ガールズ&パンツァー ドリームタンクマッチ（近藤妙子、アンチョビ）
- Death end re;Quest（ノヴァ）
- ポポロクロイス物語 ナルシアの涙と妖精の笛（ナターシャ）
- 神獄塔 メアリスケルター2（ミチル）
- ワールドエンド・シンドローム（森川九那）
- 天華百剣 -斬-（亀甲貞宗）
- 紡ロジック（矢島直羽）
- アトリエオンライン 〜ブレセイルの錬金術士〜（ペパーミント）
- 竜星のヴァルニール（モネ）
- アークザラッド R（ミルダ）

2019年
- ラングリッサーI&II（ソニア）
- 夢現Re:Master（大鳥あい）
- きららファンタジア（葉山照）
- キラキラモンスターズ（イヴ＝モーニングスター）
- シノビマスター 閃乱カグラ NEW LINK（牛丸）

2020年
- 夢現Re:Idol 〜大鳥あいのキャラが主人公として薄すぎる件について（大鳥あい）
- 夢現Re:After（大鳥あい）
- ブイブイブイテューヌ（ディア）
- 神獄塔 メアリスケルターFinale（ミチル）
- アズールレーン（パーミャチ・メルクーリヤ）
- 蒼藍の誓い ブルーオース（長門、サウスダコタ）

2021年
- ラストピリオド -終わりなき螺旋の物語-（エウシュナ）

2022年
- おじさまと猫 スーパーミラクルパズル（スタッフ鈴原）
- アサルトリリィ Last Bullet（アンチョビ）

2023年
- ワールドダイスター 夢のステラリウム（筆島しぐれ）

2024年
- Death end re;Quest Code Z（ノヴァ）

### アプリ
- JC News（羽生纏[69]）

### ドラマCD
- がんばれ!リディアくん（2010年12月、霧島千夜）
- うわさの翠くん!!二人の王子とハダカ姫の復讐!!（2008年、氷野司〈幼少期〉）
- 家庭教師ヒットマンREBORN! vsヴァリアー編 Battle.6 DVD初回特典CD「悪夢で会いましょう」（2008年、女子生徒B）
- 絶対迷宮グリム 〜七つの鍵と楽園の乙女〜シリーズ（2010年 - 2011年、白雪姫、魔女ヘレ[70]） - 2作品[注 1]
- カーニヴァル選ぶべき道（2013年）
- ガールズ&パンツァーシリーズ（2013年 - 2018年、近藤妙子、アンチョビ） - 6作品[注 2]
- 一週間フレンズ。あれからの友達。（2014年）
- ツインテール・ドリーマー内オリジナルドラマ（2014年[71]）
- 普通の女子校生が【ろこどる】やってみた。シリーズ（2014年 - 2016年、三ヶ月ゆい[72][73]） - 単行本第3 - 5巻ドラマCD付き特装版
- 絶対迷宮 秘密のおやゆび姫シリーズ（2015年、おやゆび姫[74][75]） - 10作品[注 3]
- 英国探偵ミステリア The Crownシリーズ（2016年、セーラ・マープル[76][77]） - 2作品[注 4]
- Twinkle☆Girls出演ドラマCD「お城様日乗」（2016年[78]）

### 吹き替え
- 王は愛する（2018年、ピヨン〈パク・ジヒョン〉）

### ラジオ
※はインターネット配信。
- Twinkle✩Girls 水曜日はここで（2015年 - 、ニコニコ生放送※）
- おやゆびラジオ（2015年 - 、ニコニコ生放送※）
- Twinkle☆Girls ばにらたると（2016年、ニコニコ動画※・YouTube※・ポッドキャスト※）[79]
- ガールズ&パンツァーRADIO アンツィオ高校、Avanti!（2018年、音泉※）[80]
- ちきゅうラジオ（2018年 - 、ニャーるど）

### テレビ番組
※はインターネット配信。
- 井澤詩織・吉岡麻耶の＃オタク欲求開放中！！（2017年 - 、ニコニコチャンネル※[81]）

### デジタルコミック
- UULA『ホタルノヒカリ』（2013年、雨宮栄太）
- VOMIC『魔神のガルド!』（2013年、子供）
- BeeTV『胸が鳴るのは君のせい』（2016年、長谷部麻友[82]）
- マンガMeeチャンネル
  - 『明日からは清楚さん』（2021年、エミリー[83]）
  - 『鬼獄の夜』（2021年、立花牡丹[84]）
  - 『せいちゃんキャパオーバーです!』（2021年、双葉いと[85]））
- BookLive公式YouTubeチャンネル『ピュアホワイトアウト』（2021年、真白[86]）

### 舞台
- 劇団アルターエゴ第42回公演「ビリーヴァー」（2010年7月14日 - 19日、OFF OFFシアター）
- 怪し会 黒（2016年7月29日 - 31日、鹿骨 密蔵院）
- 声の優れた俳優によるドラマリーディング 日本文学名作選 第八弾「草枕-漱石とグールド-」（2019年2月6日、紀伊國屋サザンシアターTAKASHIMAYA[87]）

### その他コンテンツ
- しまじろうねんちょうじまのだいぼうけん（ペコリン）
- チャレンジ六年生（早川尊）
- ボイスオーバーひみつのアラシちゃん
- 温泉むすめ（南紀勝浦樹紀）
- 声優がねってみた&たべてみた。（2019年）[88]
- オーディオブック 俺、ツインテールになります。（2020年 - 2022年、朗読）

## ディスコグラフィ

### シングル
|     | 発売日        | タイトル | 規格品番            |
| --- | ------------- | -------- | ------------------- |
| 1st | 2017年6月28日 | のあ     | TRCD-10364（TypeA） |
| 1st | 2017年7月8日  | のあ     | TRCD-10365（TypeB） |

### キャラクターソング
| 発売日         | 商品名                                                                                                | 歌 | 楽曲                                                                  | 備考                                                                       |
| -------------- | --- | --- | --------------------------------------------------------------------- | -------------------------------------------------------------------------- |
| 2014年8月27日  | 「普通の女子校生が【ろこどる】やってみた。」 ヴォーカル・アルバム 〜ろこどる課外活動報告〜            | 宇佐美奈々子（伊藤美来）、小日向縁（三澤紗千香）、三ヶ月ゆい（吉岡麻耶） | 「未来少女たち（Version 2）」                                         | テレビアニメ『普通の女子校生が【ろこどる】やってみた。』エンディングテーマ |
| 2014年8月27日  | 「普通の女子校生が【ろこどる】やってみた。」 ヴォーカル・アルバム 〜ろこどる課外活動報告〜            | 宇佐美奈々子（伊藤美来）、小日向縁（三澤紗千香）、三ヶ月ゆい（吉岡麻耶）、名都借みらい（水瀬いのり） | 「あぁ流川」 「魚心くんソング」                                       | テレビアニメ『普通の女子校生が【ろこどる】やってみた。』挿入歌             |
| 2014年8月27日  | 「普通の女子校生が【ろこどる】やってみた。」 ヴォーカル・アルバム 〜ろこどる課外活動報告〜            | 三ヶ月ゆい（吉岡麻耶） | 「Within U」                                                          | テレビアニメ『普通の女子校生が【ろこどる】やってみた。』関連曲             |
| 2014年9月24日  | 「普通の女子校生が【ろこどる】やってみた。」ヴォーカル・アルバム 〜アイドル、やってます!〜            | 宇佐美奈々子（伊藤美来）、小日向縁（三澤紗千香）、三ヶ月ゆい（吉岡麻耶）、名都借みらい（水瀬いのり） | 「未来少女たち（Version 3）」                                         | テレビアニメ『普通の女子校生が【ろこどる】やってみた。』エンディングテーマ |
| 2014年9月24日  | 「普通の女子校生が【ろこどる】やってみた。」ヴォーカル・アルバム 〜アイドル、やってます!〜            | 三ヶ月ゆい（吉岡麻耶）、名都借みらい（水瀬いのり） | 「Action!!」                                                          | テレビアニメ『普通の女子校生が【ろこどる】やってみた。』関連曲             |
| 2015年8月19日  | 普通の女子校生が【ろこどる】やってみた。ソング&ドラマアルバム〜いつでも元気!ななちゃんと…〜           | 三ヶ月ゆい（吉岡麻耶） | 「Wish Upon a Star」                                                  | テレビアニメ『普通の女子校生が【ろこどる】やってみた。』関連曲             |
| 2015年8月19日  | 普通の女子校生が【ろこどる】やってみた。ソング&ドラマアルバム〜のんびり屋のゆかりさんと…〜            | 小日向縁（三澤紗千香）&三ヶ月ゆい（吉岡麻耶） | 「4 the Dream」                                                       | テレビアニメ『普通の女子校生が【ろこどる】やってみた。』関連曲             |
| 2015年8月21日  | 絶対迷宮 秘密のおやゆび姫 キャラソンCD Vol.1おやゆび姫・シャルロッテ「虹と希望の花束を」              | おやゆび姫（吉岡麻耶） | 「虹と希望の花束を」                                                  | ゲーム『絶対迷宮 秘密のおやゆび姫』関連曲                                  |
| 2016年1月27日  | 楽園ディストピア -TOKYO HAREM ver.-                                                                   | TOKYO HAREM | 「楽園ディストピア」                                                  | ゲーム『東京ハーレム』テーマソング                                         |
| 2016年1月27日  | 楽園ディストピア -TOKYO HAREM ver.-                                                                   | 綾瀬ひかり（吉岡麻耶） | 「楽園ディストピア」                                                  | ゲーム『東京ハーレム』関連曲                                               |
| 2016年2月24日  | 普通の女子校生が【ろこどる】やってみた。ソング&サントラアルバム〜ウィンター&スプリング〜              | 宇佐美奈々子（伊藤美来）、小日向縁（三澤紗千香）、三ヶ月ゆい（吉岡麻耶）、名都借みらい（水瀬いのり） | 「聖なる夜に」                                                        | OVA『普通の女子校生が【ろこどる】やってみた。』エンディングテーマ          |
| 2016年2月24日  | 普通の女子校生が【ろこどる】やってみた。ソング&サントラアルバム〜ウィンター&スプリング〜              | 三ヶ月ゆい（吉岡麻耶） | 「聖なる夜に」                                                        | OVA『普通の女子校生が【ろこどる】やってみた。』関連曲                      |
| 2016年6月29日  | 普通の女子校生が【ろこどる】やってみた。ミュージック・アルバム〜夏の思い出作ってみた。〜              | 宇佐美奈々子（伊藤美来）、小日向縁（三澤紗千香）、三ヶ月ゆい（吉岡麻耶）、名都借みらい（水瀬いのり） | 「青春 Say Cheese!」                                                  | OVA『普通の女子校生が【ろこどる】やってみた。』エンディングテーマ          |
| 2016年7月13日  | 魔法つかいプリキュア！ ボーカルアルバム リンクル☆メロディーズ                                         | ジュン（金田アキ）、ケイ（吉岡麻耶）、エミリー（橋本ちなみ） | 「ハッピー！ラッキー！ラブリーDAY!」                                  | テレビアニメ『[魔法つかいプリキュア！』関連曲                              |
| 2017年6月21日  | わたしたちも音楽道、はじめました！                                                                    | アンチョビ（吉岡麻耶） | 「Nuovo Armati Paradiso」                                             | テレビアニメ『ガールズ&パンツァー』関連曲                                  |
| 2018年4月25日  | つうかあ Blu-ray・DVD第3巻 初回生産特典スペシャルCD                                                   | 天ヶ瀬女学園：Void_Chords feat. 天野ありす（吉岡麻耶）、伊藤くろす（花守ゆみり） | 「Feel your breath」                                                  | テレビアニメ『つうかあ』関連曲                                             |
| 2018年6月23日  | 魔法使いと黒猫のウィズ 5th Anniversary Original Soundtrack                                            | セラータ（本渡楓）、リリー（花守ゆみり）、リルム（大和田仁美）、エクセリア（丹下桜）、ガトリン（吉岡麻耶）、アイラ（東城日沙子） | 「キラリ☆ω★NyanRISE!」                                                | ゲーム『クイズRPG 魔法使いと黒猫のウィズ』関連曲                           |
| 2018年6月23日  | 魔法使いと黒猫のウィズ 5th Anniversary Original Soundtrack                                            | ガトリン（吉岡麻耶） | 「シャレオツナースでおます！」                                        | ゲーム『クイズRPG 魔法使いと黒猫のウィズ』関連曲                           |
| 2018年6月23日  | 魔法使いと黒猫のウィズ 5th Anniversary Original Soundtrack                                            | リルム（大和田仁美）、ガトリン（吉岡麻耶） | 「グレェェーートゾッパー」                                            | ゲーム『クイズRPG 魔法使いと黒猫のウィズ』関連曲                           |
| 2020年4月29日  | 百華繚乱 弐                                                                                           | 亀甲貞宗（吉岡麻耶）、敦賀正宗（広瀬ゆうき）、夢切り国宗（島袋美由利） | 「誰よりもそばに…。」                                                 | ゲーム『天華百剣 -斬-』関連曲                                              |
| 2022年2月16日  | パチンコ・パチスロ『ガールズ&パンツァー 劇場版』ボーカルミニアルバム「音楽道、まだまだ邁進中です!!!」 | 西住みほ（渕上舞）、西住まほ（田中理恵）、ダージリン（喜多村英梨）、ケイ（川澄綾子）、アンチョビ（吉岡麻耶）、カチューシャ（金元寿子）、西絹代（瀬戸麻沙美）、ミカ（能登麻美子） | 「ブレイブハーツ・アッセンブル」                                      | パチンコ・パチスロ『ガールズ&パンツァー 劇場版』関連曲                     |
| 2023年9月27日  | TVアニメ「ガールズ＆パンツァー」10周年ベストアルバム                                                  | 西住みほ（渕上舞）、ダージリン（喜多村英梨）、ケイ（川澄綾子）、アンチョビ（吉岡麻耶）、カチューシャ（金元寿子）、西住まほ（田中理恵） | 「Enter Enter MISSION! 第63回戦車道全国高校生大会ver.」               | テレビアニメ『ガールズ&パンツァー』関連曲                                  |
| 2023年11月13日 | 夢のステラリウム                                                                                      | 鳳ここな（石見舞菜香）、静香（長谷川育美）、カトリナ・グリーベル（天城サリー）、新妻八恵（長縄まりあ）、柳場ぱんだ（大空直美）、流石知冴（佐々木李子）、千寿暦（鳥部万里子）、ラモーナ・ウォルフ（田中美海）、王雪（花井美春）、リリヤ・クルトベイ（安齋由香里）、与那国緋花里（下地紫野）、千寿いろは（岡咲美保）、白丸美兎（近藤玲奈）、阿岐留カミラ（若井友希）、猫足蕾（芹澤優）、本巣叶羽（赤尾ひかる）、連尺野初魅（葵井歌菜）、烏森大黒（Lynn）、舎人仁花子（斉藤朱夏）、萬容（山村響）、筆島しぐれ（吉岡麻耶） | 「夢のステラリウム」                                                  | ゲーム『ワールドダイスター 夢のステラリウム』関連曲                        |
| 2024年2月28日  | ゲームアプリ『ワールドダイスター 夢のステラリウム』 Vocal Album Vol.2「Faith in Expression」          | 連尺野初魅（葵井歌菜）、烏森大黒（Lynn）、舎人仁花子（斉藤朱夏）、萬容（山村響）、筆島しぐれ（吉岡麻耶） | 「Faith in Expression」 「夢のステラリウム」                          | ゲーム『ワールドダイスター 夢のステラリウム』関連曲                        |
| 2024年2月28日  | ゲームアプリ『ワールドダイスター 夢のステラリウム』 Vocal Album Vol.2「Faith in Expression」          | 筆島しぐれ（吉岡麻耶） | 「Forbidden Fruit Addiction」 「Eternity」 「アンプレザント・ライン」 | ゲーム『ワールドダイスター 夢のステラリウム』関連曲                        |
| 2024年2月28日  | ゲームアプリ『ワールドダイスター 夢のステラリウム』 Vocal Album Vol.2「Faith in Expression」          | 連尺野初魅（葵井歌菜）、筆島しぐれ（吉岡麻耶） | 「Masquerade」                                                        | ゲーム『ワールドダイスター 夢のステラリウム』関連曲                        |
| 2024年4月24日  | ゲームアプリ『ワールドダイスター 夢のステラリウム』VocalAlbum Vol.3「デアエ・エクス・マキナ！」       | 新妻八恵（長縄まりあ）、筆島しぐれ（吉岡麻耶）、本巣叶羽（赤尾ひかる） | 「トゥインクル・トゥインクル・スクールデイズ！」                      | ゲーム『ワールドダイスター 夢のステラリウム』関連曲                        |
| 2025年1月26日  | Worlds Dye Star                                                                                       | シリウス、銀河座、Eden、劇団電姫 | 「Worlds Dye Star」                                                   | ゲーム『ワールドダイスター 夢のステラリウム』関連曲                        |